# پشت‌نقطه‌ایان مرجانی
پشت‌نقطه‌ایان مرجانی (به لاتین: Pseudoplesiopinae) یک زیرخانواده از خانواده  (Pseudochromidae) است که شامل گونه‌های کوچک از ماهی‌های صخره‌ای مرجانی است که در سراسر اقیانوس هند و اقیانوس آرام پراکنده شده‌اند.
بررسی‌کنندگان ثابت کرده‌اند که این زیرخانواده تک‌تبار است. آنها یک باله شکمی دارند که دارای یک ستون فقرات و سه یا چهار پرتو نرم بدون انشعاب است، سرشان پولکی است، بیشتر پرتوهای باله‌های پشتی ساده است، دندان‌هایی روی استخوان کامی دارند. باله‌های سینه‌ای آن‌ها دارای ۱۷–۱۹ پرتو و خط کناری دارای یک پوسته منافذ جلویی است.